# NVI F.K.35
Il NVI F.K.35 era un aereo da caccia monomotore e monoplano sviluppato dall'azienda aeronautica olandese Nationale Vliegtuig Industrie nella seconda metà degli anni venti del XX secolo, rimasto allo stadio di prototipo.

## Storia del progetto
Nel 1920 l'ingegnere Frederick Koolhoven lasciò la British Aerial Transport Company per ritornare nei Paesi Bassi dove fu assunto come capo progettista presso la Nationale Vliegtuigindustrie (NVI), fondata nel 1922 a L'Aia. L'ultimo velivolo da lui progettato per la NVI, su specifica del Ministero della guerra olandese, fu un aereo da caccia biposto che poteva essere realizzato sia in configurazione monoplana che biplana. Così concepito tale velivolo avrebbe potuto essere venduto come monoplano ai paesi avanzati, o come biplano alle forze aeree più piccole. Il prototipo fu completato in tempo per essere esposto al Salone dell'aeronautica di Parigi-Le Bourget del 1926, ma durante il trasporto rimase gravemente danneggiato. La fusoliera fu rapidamente sostituita, ma l'aereo non compì mai il suo primo volo e, una volta ritornato in Olanda, fu giudicato irreparabile e demolito. Questo fatto portò al fallimento la Nationale Vliegtuig Industrie.

## Descrizione tecnica

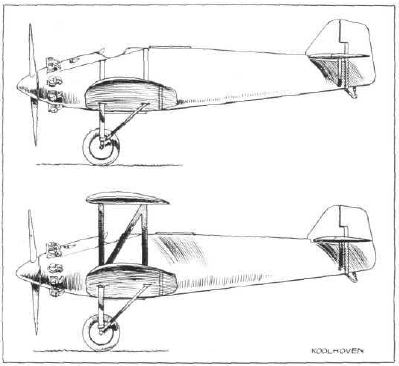
Il progetto dell'NVI F.K.35 nelle due configurazioni, monoplana e biplana.

Aereo da caccia, monoplano, monomotore, biposto. La configurazione alare, monoplana vedeva l'ala bassa collegata alla fusoliera da una coppia di montanti paralleli. Essa aveva struttura interamente lignea, era dotata di corda costante, estremità arrotondate, significativo diedro, ed era ricoperta di compensato. In configurazione biplana l'ala superiore era posizionata senza angolo di calettamento, collegata a quella inferiore da montanti a N, ed era priva di diedro ed alettoni. L'impennaggio di coda era del tipo classico monoderiva, dotato di piani orizzontali controventati. La fusoliera era realizzata in tubo d'acciaio.
Il carrello d'atterraggio era un triciclo classico a V, fisso, dotato di ammortizzatori oleopneumatici, ed integrato posteriormente da un pattino d'atterraggio.
L'aereo era biposto dotato di una cabina di pilotaggio aperta, e posti in tandem, destinati all'pilota e all'osservatore/mitragliere.
La propulsione era affidata ad un motore radiale Bristol Jupiter VI a 9 cilindri raffreddati ad aria, erogante la potenza di 600 hp (447 kW) ed azionante un'elica bipala. Il velivolo saliva a 5 000 m in 14 minuti. Il carburante era contenuto in due serbatoi alari inferiori, che potevano essere sganciati dal pilota in caso di emergenza.
L'armamento si basava su 2 mitragliatrici Vickers da 7,7 mm sparanti attraverso il disco dell'elica, e due mitragliatrici Lewis calibro 7,7 mm, brandeggiabili posteriormente, installate su una torretta girevole di nuova concezione. Una di queste torrette era già stata montata sull'F.K.35 destinato all'esposizione di Parigi, ma non la si poté rimontare sulla nuova fusoliera per mancanza di tempo.

### Riviste
- (EN) The Paris Aero Show 1926 part 1, in Flight. The Aicraft Engineer and Airship, n. 936, Kingsway, 2 december 1926,  p. 781.
- (EN) The Paris Aero Show 1926 part 2, in Flight. The Aicraft Engineer and Airship, n. 939, Kingsway, 2 december 1926,  pp. 844-845.